# Solimão II

Solimão II (em turco otomano: سليمان ثانى Süleymān‑i sānī; 15 abril 1642 – 22 junho 1691) foi sultão do Império Otomano de 1687 a 1691. Levado ao trono por um motim armado, Solimão e seu grão‑vizir Fazıl Mustafa Paxá conseguiram inverter o curso da Guerra da Liga Santa, reconquistando Belgrado em 1690 e promovendo reformas fiscais e militares significativas.

## Primeiros anos
Solimão nasceu em 15 abril 1642 no Palácio Topkapı, em Constantinopla, filho do sultão Ibraim e de Salia Dilaxube Sultana, uma sérvia originalmente chamada Catarina. Solimão era apenas três meses mais novo que seu meio‑irmão Maomé IV, nascido em 2 janeiro 1642. Após a deposição e execução de seu pai, em 1648, Maomé assumiu o trono. Em 21 outubro 1649, Solimão, Maomé e Ahmed foram circuncidados.(Sakaoğlu 2015, p. 271)
Em 1651, Solimão foi confinado no Kafes, um luxuoso cárcere para príncipes no Palácio Topkapı, a fim de evitar rebeliões. Permaneceu ali 36 anos até subir ao trono, em 1687.

## Reinado

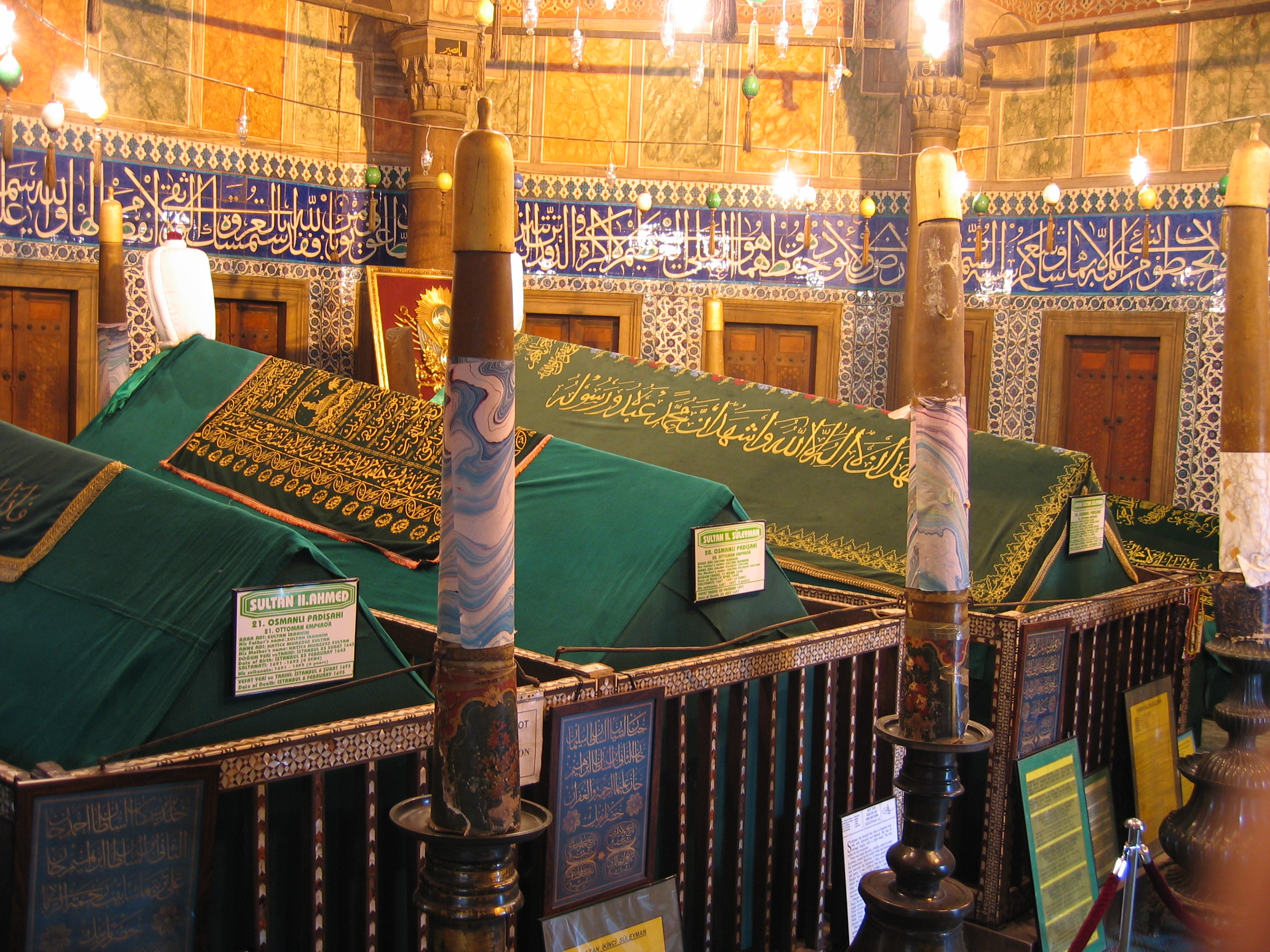
O mausoléu de Solimão II fica dentro do türbe de Solimão, o Magnífico. Na imagem, seu túmulo está ao centro, entre Amade II e Solimão, o Magnífico.

Pouco antes de sua ascensão, os otomanos sofreram grande derrota na segunda Batalha de Mohács (1687). Em 1688, Solimão II pediu auxílio urgente ao imperador mogol Aurangzeb contra o avanço dos austríacos na Guerra Otomano‑Habsburga, mas a maior parte das forças mogóis estava ocupada nas Guerras do Decão, e Aurangzeb ignorou o pedido.
Embora o consumo de álcool fosse proibido (banalmente ignorado em Istambul e Gálata), Solimão reforçou a lei e mandou demolir várias tabernas, o que apenas levou os proprietários a trazer mais bebidas.
Em 1689, Solimão nomeou Köprülüzade Fazıl Mustafa Paxá como grão-vizir, e este reconquistou Belgrado em 1690. A ameaça russa ressurgiu quando o Império Russo se aliou às potências europeias, enquanto os otomanos perdiam o apoio do Canato da Crimeia, obrigado a defender‑se das invasões russas. Sob liderança de Köprülü, os otomanos deteram o avanço austríaco na Sérvia e sufocaram revoltas na Macedônia e Bulgária, até que o grão‑vizir morreu na Batalha de Slankamen.

## Família
Solimão II elevou seis concubinas à categoria de consorte com o título de Kadın, usado pela primeira vez como título, não como posto.
Ele presenteou‑as com joias que pertenciam a Muazzez Sultan, uma das hasekis de seu pai; tais objetos foram requisitados quando Amade II, filho de Muazzez, sucedeu Solimão.
As consortes conhecidas de Solimão II são:
- Hatice Cadim – BaşKadın (primeira consorte);
- Bezade Cadim – recebeu um broche e um anel de diamantes de Muaziz Sultan;
- Suglune Cadim – recebeu um par de brincos de pérolas, outro de diamantes e um pendente com 83 pérolas;
- Xequessuvar Cadim – recebeu uma bacia de ablução cravejada de pérolas e brincos de Muaziz Sultan;
- Zainabe Cadim – recebeu joias em 1691;
- Ivaz Cadim – recebeu joias em 1691.

Apesar das seis consortes, Solimão II permaneceu sem filhos; não se sabe se por esterilidade, falta de interesse sexual ou problemas de saúde, que o mantiveram acamado na metade final do curto reinado.

## Morte
Vítima de coma, Solimão foi levado a Edirne em 8 junho 1691 e morreu em 22 junho 1691. Seu corpo foi sepultado no túmulo de Solimão, o Magnífico, na Mesquita de Solimão, em Istambul. Seu irmão Amade II o sucedeu.(Sakaoğlu 2015, p. 279)

## Galeria

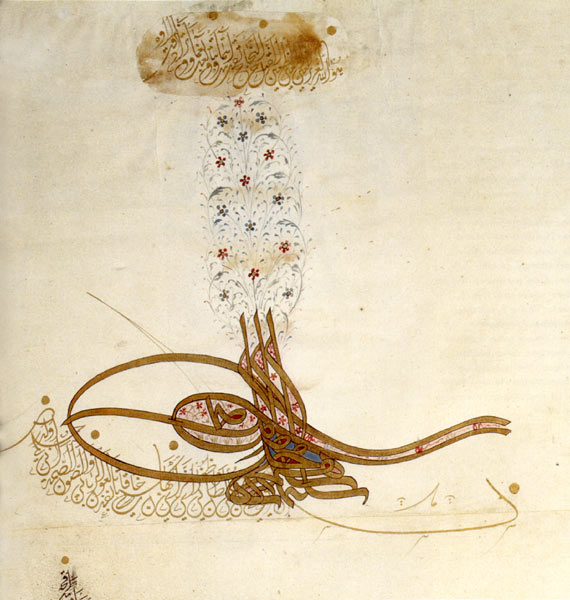
Tugra de Solimão II
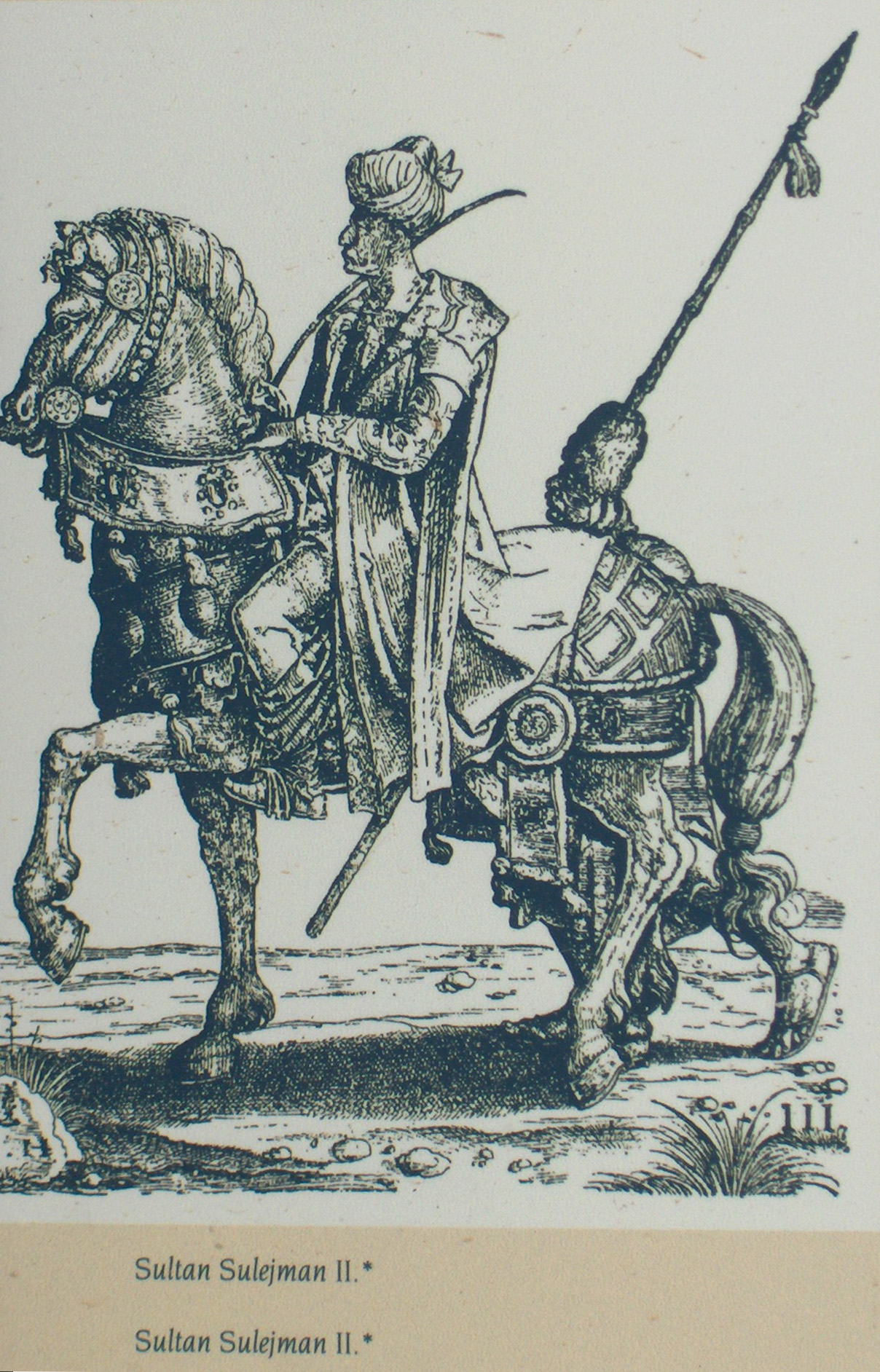
Solimão II na Croácia
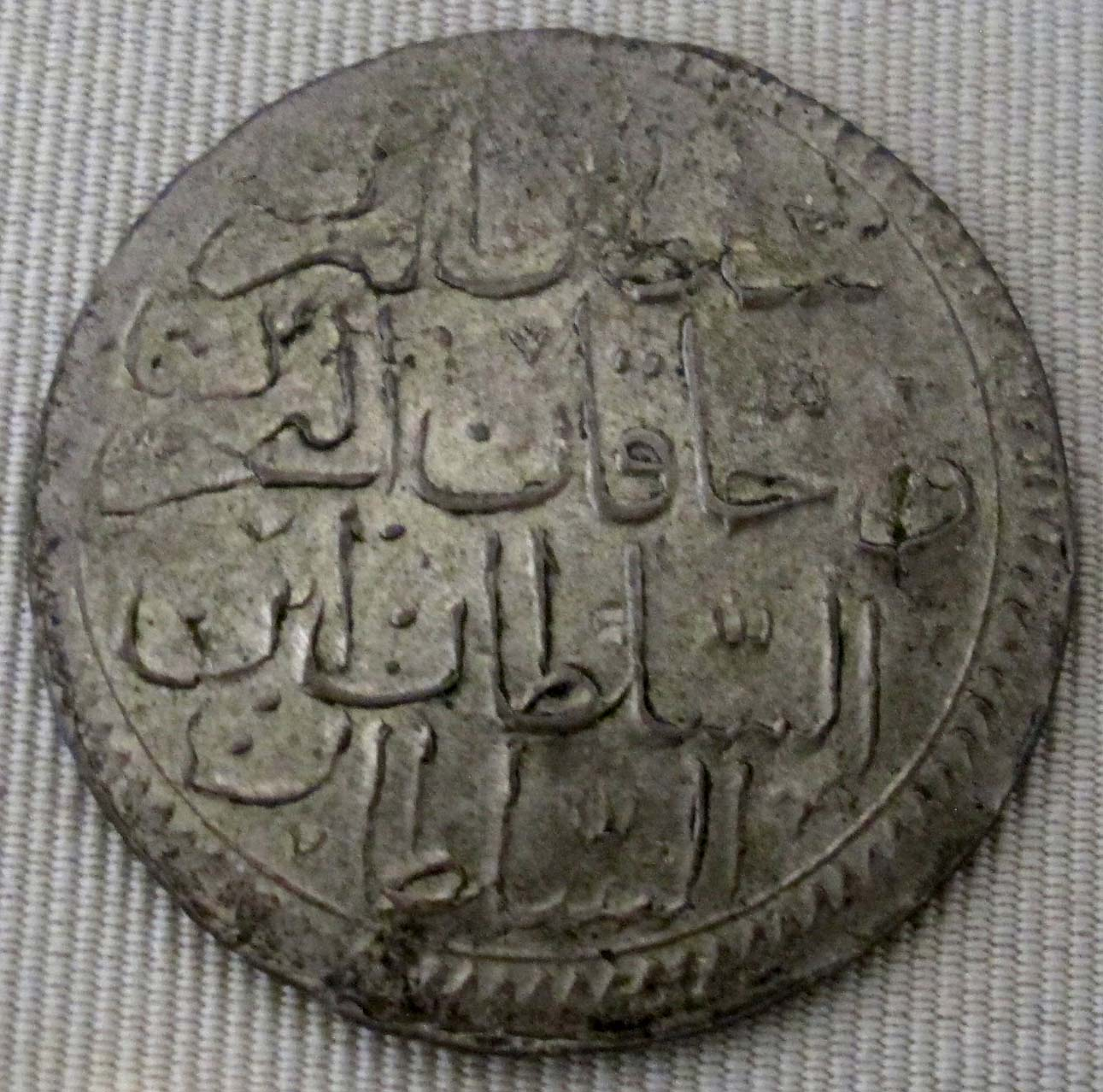
Moeda de Solimão II
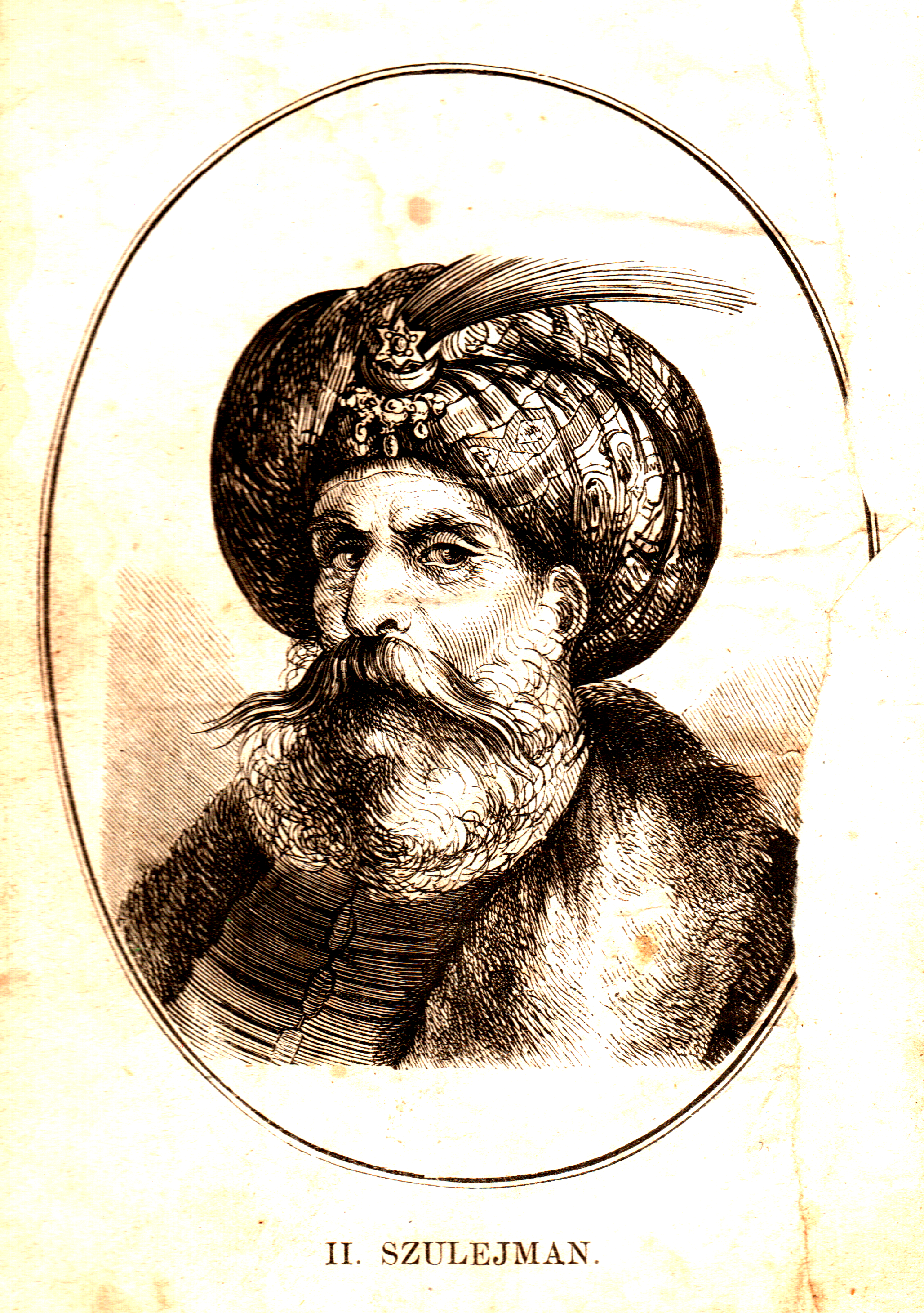
Retrato de Solimão II
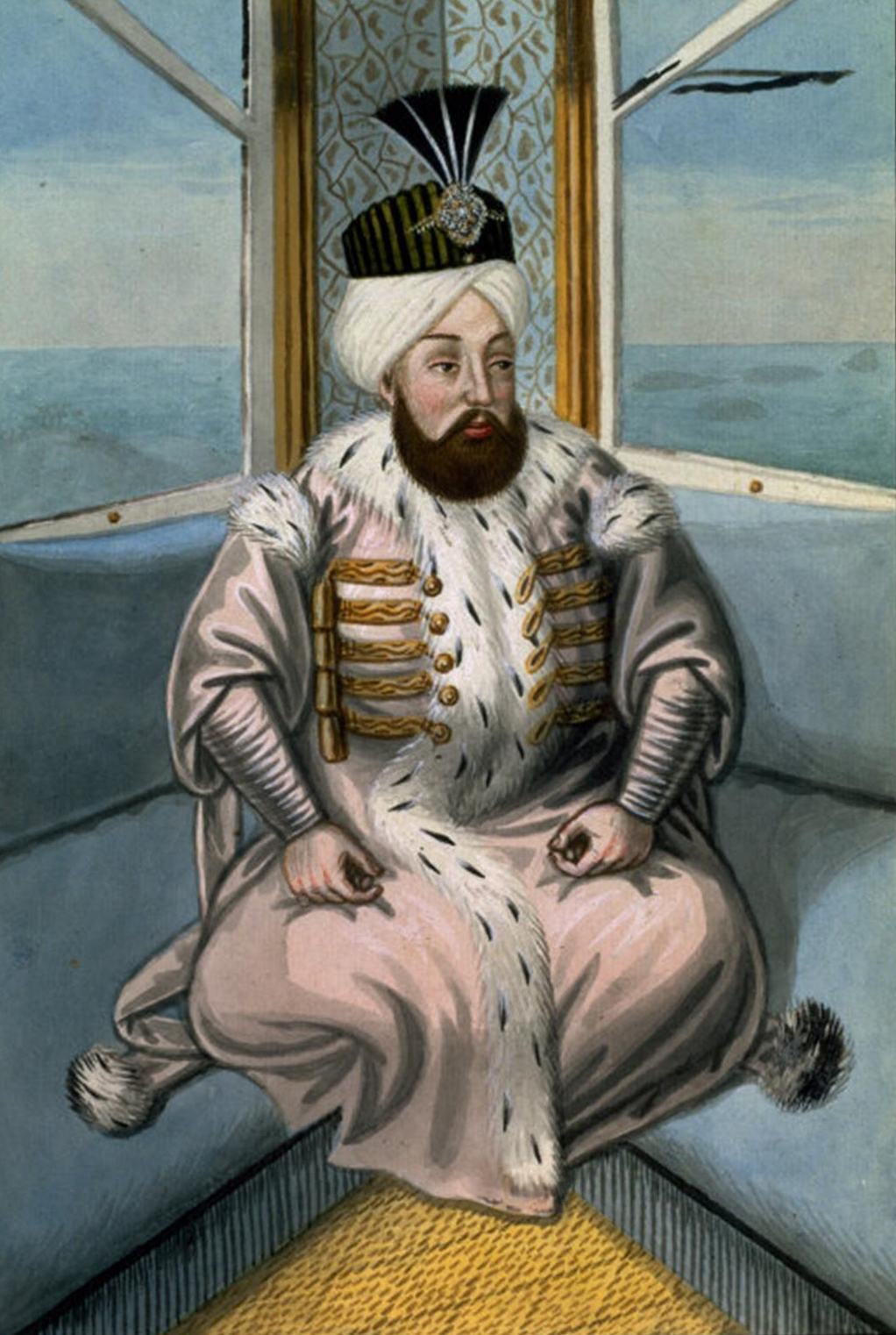
Solimão II
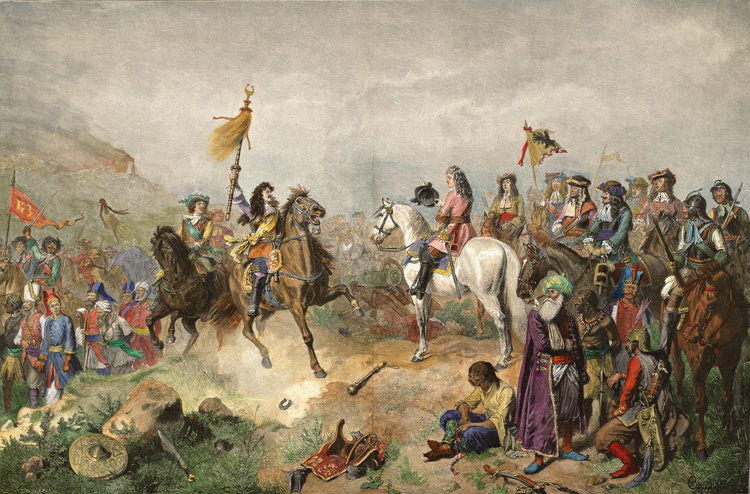
O Exército Otomano após a derrota na Segunda Batalha de Mohács